# Oedecnema
Oedecnema is een kevergeslacht uit de familie van de boktorren (Cerambycidae). De wetenschappelijke naam van het geslacht werd voor het eerst geldig gepubliceerd in 1835 door Dejean.

## Soorten
Oedecnema is monotypisch en omvat slechts de volgende soort:
- Oedecnema gebleri (Ganglbauer, 1887)